# 松平重治
松平 重治（まつだいら しげはる）は、江戸時代前期の大名。上総国佐貫藩2代藩主。官位は従五位下・宮内少輔、出雲守、山城守、修理亮。

## 生涯
寛永19年（1642年）、高家の品川高如の次男として誕生。初代藩主・松平勝隆の養子となっていた勝広が廃嫡されたため、代わって慶安5年（1652年）6月に勝隆の養子となる。明暦3年（1657年）12月、従五位下・宮内少輔に叙位・任官する。寛文2年（1662年）9月に養父の隠居に伴い家督を継ぎ、出雲守に遷任する。
寛文5年（1665年）12月、山城守に遷任する。寛文6年（1666年）12月には、勝広の長男・勝制に新田500石を分与する。寛文7年（1667年）に大坂加番、寛文10年（1670年）4月に奏者番、延宝6年（1678年）3月には寺社奉行に任じられた。天和元年（1681年）11月、修理亮に遷任する。
貞享元年（1684年）11月10日、追放されていた羽黒山の山伏・良覚の面倒を見るなど、みだりに身分の低い者と交わって綱紀を乱したとして改易され、身柄は陸奥国会津藩主・保科正容に預けられた。重治は300俵高となり、佐貫城は破却された。貞享2年（1685年）2月、身柄を江戸から会津に移送されたが、直後に病に倒れて8月2日に死去した。享年44。
死後、嫡男・勝秀は許され、500石の旗本として存続した。

## 系譜
- 父：品川高如
- 母：松平勝隆の養女 - 松平重長の娘
- 養父：松平勝隆
- 正室：久世広之の娘
  - 長男：松平重宗
  - 次男：品川伊氏
- 生母不明の子女
  - 男子：松平勝秀
  - 四男：品川信方